# Красна Поляна (Брюховецький район)
Красна Поляна (рос. Красная Поляна) — хутір у Брюховецькому районі, Краснодарський край, Росія. Входить до складу Брюховецького сільського поселення.

## Географія

### Вулиці
- Совхозная (Радгоспна).

## Історія
Раніше мав назву Нижнемонашеский і до 1900 року належав Лебяж'єму монастирю. До 1920 ці землі належали брюховецькому купцю Ігнатову.
13 грудня 1874 року за 4 версти від Брюховецької було відмежовано 1140 десятин генерал-майору Котляревському. На момент відмежування на цьому місці вже був хутір, що йому належить. На 1882 рік ділянка мала один двір і п'ять будинків, у яких проживали один козак і 42 приїзджих. 28 серпня 1883 року у володіння наділом вступила донька генерала — Козловська. На 1909 рік власником хутора значиться родина купця Ігнатова зі станиці Брюховецької.